# 남방가시꼬리도마뱀붙이
남방가시꼬리도마뱀붙이(southern spiny-tailed gecko, eastern spiny-tailed gecko)는 오스트레일리아의 반건조지역에 서식하는 도마뱀붙이류의 일종이다. 남방가시꼬리는 NSW, NT, SA, Vic, WA의 말리나무 덤불지역, 삼림지역과 같은 서식지에서 발견된다.

## 묘사
남방가시꼬리는 오스트레일리아에 서식하는 도마뱀붙이 중에는 큰 축에 속한다. 몸뚱아리는 회색 무늬를 띄며 아랫배는 창백하다. 이 도마뱀붙이는 크레스티드 게코와 비슷하게 등에서부터 꼬리까지 결절이 두 줄씩 줄지어 나있어서 남방가시꼬리도마뱀붙이라는 이름이 붙었다. 이 황갈색 결절들은 꼬리로 갈수록 더 도드라진다. 이 뿔처럼 생긴 결절은 방어기제의 핵심 요소인데, 위협을 느끼면 해롭지는 않지만 냄새가 고약한 액체를 발사한다. 다리와 몸통은 실하다. 발가락은 대부분의 도마뱀붙이과의 종들처럼 납작하게 퍼져있다. 눈의 테두리는 밝은 주황색을 띈다.
남방가시꼬리의 머리는 타원형이며 주둥이는 둥글고 눈은 크다. 크레스티드 게코처럼 결절이 눈가를 뒤덮지는 않는다. 성체는 입에서부터 항문까지 평균적으로 64mm에 달한다. 성체는 성적 이형성을 띄며, 암컷이 수컷보다 크다. 수컷은 암컷에게는 없는 큰 반음경이 불룩하게 튀어나와있다.

## 분류
제임스 더글라스 오길비(:en:J. Douglas Ogilby)는 남방가시꼬리 게코를 1892년에 Strophurus intermedius라는 학명으로 최초로 기록하였다. 대부분의 종이 등과 꼬리에 가시가 돋아나있는 가시꼬리도마뱀붙이속은 18종을 포함하는데 전부 호주에 자생하고, 꼬리에서 해롭지는 않지만 냄새가 고약한 액체를 뿌리는 독특한 방어기제를 가지고 있다. Strophurus는 라틴어로 '꼬리를 젖히는'을, intermedius 은 '중급의'을 의미한다.

## 분포
남방가시꼬리는 노던 준주, 웨스턴오스트레일리아주, 퀸즐랜드주에서 발견되는데, 특히 남부에 많이 서식한다. 뉴사우스웨일스주와 사우스오스트레일리아주 전역, 빅토리아주의 북쪽 반절에서도 찾아볼 수 있다. 이 녀석들은 노던 준주의 '앨리스 스프링' 주변에서 제일 흔하게 발견된다. 말리나무 덤불지대, 삼림지대에서 제일 흔하게 발견된다.

## 생태
남방가시꼬리는 야행성, 수목성이다. 이 녀석들은 외온동물이며 따뜻한 반건조 서식지에서 발견된다. 이 녀석들은 낮에는 바위, 통나무 밑에 숨는다. 이 녀석들은 스피니펙스 밑에서도 발견된다. 밤에는 활동적으로 먹이를 사냥한다.
남방가시꼬리는 일반적으로 덤불지대, 삼림지대, 수풀지대와 같은 초목으로 뒤덮인 지대에서 발견된다.

## 번식
남방가시꼬리는 난생이며 한 번에 두 개의 알을 낳는다. 암수는 두 살에 성숙하여 번식을 시작한다. 암컷은 여름이 오면 번식에 돌입하는데 1년에 6개월 이상 번식이 가능하다. 알이 부화기까지는 45일이 소요된다.

## 식성
남방가시꼬리는 오직 거미, 지네, 전갈, 바퀴, 애벌레, 귀뚜라미, 딱정벌레 등의 절지류만을 섭취한다. 남방가시꼬리의 식성은 근연종 동남방가시꼬리도마뱀붙이와 90% 가까이 일치한다.

## 위협
남방가시꼬리는 꼬리에서 포식자를 쫓는 액체를 뿌려 입맛을 다시는 새들에게서 자신을 지킨다. 하지만 야생 고양이와 같은 외래포식자들도 남방가시꼬리를 노리고 있다. 호주 중부에서는, 은 파충류를 포함한 다양한 먹이를 섭취한다고 알려져있다. 야생 고양이는 여름이면 도마뱀붙이 등의 파충류를 자주 사냥하는 것으로 보인다.
남방가시꼬리는 멸종 위기를 겪고 있지는 않다. 아직까지는 IUCN 적색 목록에 멸종 위기종으로 등재되지 않았다.